# Хроніка заводного птаха
Хроніка заводного птаха (яп. ねじまき鳥クロニクル) — роман японського письменника Харукі Муракамі, опублікований у 1994–1995 роках. Завдяки цьому твору Муракамі здобув японську літературну премію Йоміурі, яка була присуджена йому одним із найжорсткіших його критиків Кендзабуро Ое.
Іван Дзюб у 2009 році переклав роман "Хроніка заводного птаха" українською мовою.

## Сюжет
На початку твору Тору Окада покидає свою роботу в юридичній фірмі.
З цього моменту з Окадою починають відбуватись дивні події. В час, коли дружини не було вдома, до Тору телефонує якась дивна жінка. Потім неочікувано зникає улюблений кіт. Протягом пошуків до чоловіка доєднуються дві жінки з екстрасенсорними здібностями, яких брат дружини Тору попросив допомогти з пошуками. Згодом, ще більш неочікувано, Тору покидає дружина, залишаючи йому записку, в якій йдеться, що вона тривалий час вже має коханця, тому йде від нього, хоча у записці пише, що любить Тору. Після цього з'являється брат Куміко, дружини Окади, і вимагає від Тору, аби той розлучився з його сестрою. Тору розуміє, що його дружина перебуває під впливом брата.
Згодом Окада знайомиться зі ще однією жінкою, яка долучає його до екстрасенсорного бізнесу. Паралельно Нобору Ватай (брат дружини Тору) потрапляє в лікарню, де його вбиває його власна сестра Куміко на знак помсти за те, що він зруйнував їй життя. Куміко потрапляє у в'язницю, але Тору обіцяє дочекатись її, таким чином він приводить своє життя до звичного ладу.

## Головні персонажі
У романі є велика кількість головних і другорядних персонажів, проте ці найважливіші:
- Тору Окада — оповідач і протагоніст у творі. Тору — пасивний і не дуже впевнений у собі молодий чоловік, який живе в передмісті в Японії. Автор зображає Тору як звичайного чоловіка, який уособлює пасивність. Він часто проводить час наодинці, читач може помітити, що Тору не контролює багато аспектів свого життя. Пошуки зниклого кота заводять Тору у великі пригоди.
- Куміко Окада — дружина Тору. Вона одна в родині заробляє гроші, тому є незалежною, на відміну від свого чоловіка. Працює у видавничому бізнесі. Після зникнення кота також покидає життя Тору на якийсь час.
- Нобору Ватая — старший брат Куміко, публіка його любить, але Тору його ненавидить. Нобору є антагоністом у цьому романі. Стосунки між Тору і Нобору є подібними до стосунків між добром і злом.
- Кіт — цей персонаж символізує щастя у шлюбі Тору і Куміко. Як тільки він зник, стосунки між чоловіком і жінкою стали напруженими, ледве не привели до розлучення, але коли кіт повернувся, щастя знову повернулось у життя подружжя.

## Літературне значення твору
Книга "Хроніка заводного птаха" не отримала якоїсь однозначної оцінки від рецензентів, але велика кількість поважних критиків і авторів залишили схвальний відгук стосовно цієї книги Харукі Муракамі.
Йосіко Семюел у журналі "World Literature Today" заявив, що цей роман демонструє багату літературну уяву Х. Муракамі та його чітке розуміння значення постмодерної реальності.
Кевін Хансенгер у журналі "San Francisco Bay Guardian" схарактеризував цей роман так: "Хроніка заводного птаха" має багато різних тем, але здебільшого твір сконцентрований на долі та випадковості. Протягом усього роману в житті Окади відбуваються різні ситуації, які змінюють його життєвий шлях. Коли персонажі входять у його життя, вони затягують його у свій світ — буквально".
У 2011 році за мотивами "Хроніки заводного птаха" було поставлено п'єсу, яку було представлено під час Единбурзького міжнародного фестивалю.